# Stepán Apraksin (1702)
Stepán Fiódorovich Apraksin (en ruso: Степа́н Фёдорович Апра́ксин; 10 de agosto de 1702-San Petersburgo, 17 de agosto de 1758) fue generalfeldmarschall del Imperio ruso en la época de la Guerra de los Siete Años. Comandó a las tropas rusas en la batalla de Gross-Jägersdorf (1757).

## Biografía

### Primeros años
Nació en 1702, hijo del stólnik Fiódor Kárpovich Apraksin y Yelena Leóntivna Kokoshkina. Cuando Stepán tenía cinco años, su padre murió, y su madre, viuda, se casó por segunda vez con el jefe de la Cancillería Secreta, Andréi Ushakov. Stepán fue criado en casa de su pariente, el conde Piotr Apraksin, donde recibió una buena educación, que le hizo hablar perfectamente alemán.
En 1718 entró al servicio como soldado en el regimiento Preobrazhenski. Durante el reinado de Pedro II ya era capitán. El patronazgo de su padrastro le hizo tener una carrera rápida. Fue trasladado al regimiento Semiónovski, en el que Ushakov era teniente coronel, siendo nombrado mayor segundo por la zarina Ana I en 1732.

### Acciones militares
Participó en la toma de Ochákov de 1738 bajo el mando de Münnich. Queriendo agradar a Ushakov, Münnich tomó a Apraksin como general de servicio y, a pesar de sus mediocres habilides y vagancia, le mantuvo en ese puesto durante los cuatro años de la guerra, escribiendo a la zarina sobre sus capacidades como oficial. La zarina otorgó a Apraksin el rango de mayor primero y varios pueblos.
En 1739 fue ascendido a mayor general. El 10 de septiembre de 1738, cuando trajo a San Petersburgo las noticias de la captura de Jotín, fue galardonado con la Orden de San Alejandro Nevski. En 1741, Apraksin recibió en la frontera a la embajada de Tajams-Kuda-Kan proveniente de Persia, consistente en 2.200 personas. En 1742, fue enviado como embajador a ese país.  En su ausencia se dio la revolución palaciega de 1741, por la que Isabel Petrovna ascendió al trono. Apraksin, que sabía cómo encontrar amigos fuertes para mantener su bienestar, entabló amistad con Bestúzhev-Riumin, enemigo jurado de Münnich. El ascenso de Apraksin entonces sería aún más rápido, en 1742 era podpolkóvnik de la Guardia y porúchik general, en 1746 ascendió a general en jefe, y, a causa de su ausencia de talento para el mando, fue nombrado vicepresidente del Colegio Militar. En 1751 se le otorgó la Orden de San Andrés.

### Guerra de los Siete Años
Al entrar el Imperio ruso en una alianza antiprusiana con Austria, Isabel I concedió a Apraksin el rango de mariscal de campo y le nombró comandante en jefe del ejército. El ascenso lo obtuvo gracias a su pariente Alekséi Razumovski, amante de la zarina.
En mayo de 1757, el ejército de Apraksin, que alcanzaba las cien mil personas, de las cuales veinte mil eran tropas irregulares, marcharon de Livonia en dirección al río Niemen. El destacamento de veinte mil hombres bajo el mando del general en jefe Fermor, con el apoyo de la flota rusa, asediaron y tomaron Memel el 25 de junio, lo que supuso la señal de partida de la campaña bélica.
Apraksin, con el cuerpo principal se movió en dirección a Wierzbołów y Gumbinnen. El enemigo del ejército ruso en Prusia oriental era el cuerpo dejado para su protección bajo el mando del mariscal de campo Lehwaldt, con 30.500 soldados y diez mil milicias. Al enterarse del movimiento del ejército ruso, Lehwald fue a su encuentro con la intención de atacar a las tropas rusas. La batalla principal entre los dos ejércitos tuvo lugar el 19 de agosto de 1757 junto a Gross-Jägersdorf y finalizó con victoria para las tropas rusas. Durante las cinco horas de batalla las bajas prusianas excedieron 4.500 personas y las rusas 5.700, de las cuales 1.487 habían muerto. Las noticias de la victoria fueron recibidas con deleite en San Petersburgo y Apraksin obtuvo dos pistolas y una cruz caída en su escudo de armas.

### Intrigas

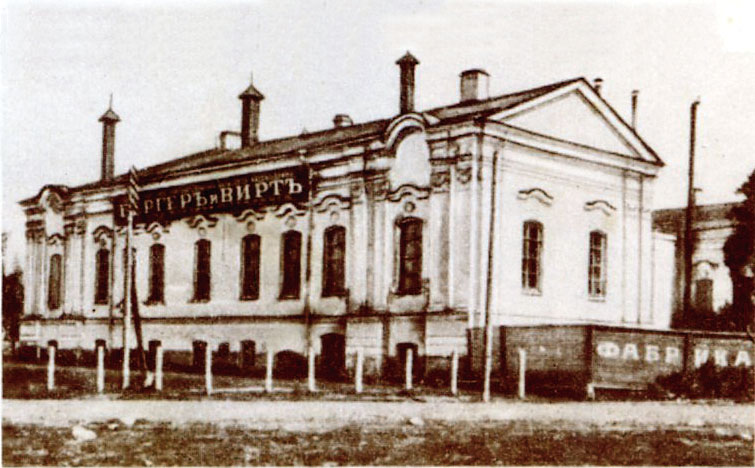
Palacete Tri Ruki, donde fue juzgado Apraksin.

No obstante haber obtenido la victoria, Apraksin no intentó desarrollar su éxito persiguiendo al enemigo, sino que plantó campamento y permaneció por una semana en perfecta inacción. Solo el 25 de agosto (5 de septiembre), Apraksin intentó flanquear el ala derecha de Lehwaldt, que se había retirado a Wehlau. No aceptó la batalla y se retiró. El 27 de agosto (7 de septiembre), Apraksin se retiró de repente al otro lado del Pregel y comenzó el regreso hacia el Niemen. Los prusianos, recuperados, habiéndose percatado de la partida de los rusos con una semana de retraso, desde ese momento persiguieron al ejército ruso todo el camino hasta la frontera prusiana.
Las razones para la retirada súbita de Apraksin, similar a una huida, que privó a las tropas rusas de todas las ventajas estratégicas que podrían haber derivado de la victoria en Gross-Jägersdorf, no han sido plenamente comprendidas a día de hoy. Algunos explican esta acción por la falta de comida y el hambre en el ejército, mientras otros argumentan que el canciller Bestúzhev-Riumin, en el favor del duque Pedro Fiódorovich, que orbitaba alrededor de Federico el Grande, ordenó a Apraksin la retirada.
En otra versión, el historiador Konstantín Borozdín comenta en 1841:

Bestúzhev, odiado por el gran príncipe Pedro Fiódorovich, decidió poner en el trono a su hijo, Pável Petróvich, bajo la custodia de Catalina. La grave enfermedad de la zarina Isabel le presentó una ocasión adecuada a su valiente plan. Creyendo que Isabel estaba en su lecho de muerte, hizo retirarse a su amigo, el mariscal Apraksin, a los límites de Rusia para disponer de su ejército. La zarina se libró de la enfermedad y exilió al canciller a una aldea, donde permaneció durante el reinado de Pedro II. El ejecutor de la voluntad del canciller [Apraxin], que perdió los frutos de su victoria, también fue requerido para responder y recluido en un pequeño palacio cerca de San Petersburgo en un lugar llamado Tri Rudi ("Tres Manos". Fue juzgado durante unos tres años y murió de repente el 26 de agosto de 1760.

Su muerte sigue siendo una traición, como si la Emperatriz, descontenta con la lentitud de la investigación, le preguntara, ¿por qué dura tanto el caso? Le respondieron que el mariscal no confesaba nada y que no sabían "qué hacer con él".
"Así que, dijo la soberana, queda el último recurso para poner fin a la investigación y absolver a un inocente". Después de esa conversación, en la primera reunión de la Comisión de Investigación, el mariscal siguió afirmando su inocencia. "Y así, dijo un miembro, nos queda que usemos el último remedio"... Antes de que terminara las palabras, de repente, Apraksin caía muerto al suelo por una apoplejía.

Entrometido en intrigas políticas y cortesanas, Apraksin es detenido en Narva y sometido al interrogatorio del conde Aleksandr Shuválov, jefe de la Cancillería secreta tras Ushakov, murió súbitamente el 6 (17) de agosto de 1758. Fue enterrado en el cementerio de San Lázaro del monasterio de Alejandro Nevski.

### Familia
Contrajo matrimonio con Agripina Leóntievna Sóimonova (1719-1771), hija del porúchik general Leonti Sóimonov y su mujer. Cuando Apraksin fue nombrado comandante en jefe de las tropas rusas en Prusia en 1756, la zarina Isabel I le otorgó a Agripina el título de Dama de Compañía. A causa de las continuas campañas y estancias en el exterior de Apraksin, su mujer estaba al cargo de todo y era ahorrativa, mientras que cuando Apraksin necesitaba dinero, se lo pedía sin miramientos. Tras la caída de su marido se retiró a su finca Olgovo) cerca de Moscú, que había obtenido como dote. Tras el ascenso al trono de Pedro III, le fue permitido a Apraksina volver a la corte a su antigua posición. Murió el 28 de octubre de 1771 y fue enterrada junto a su marido en el cementerio de San Lázaro del monasterio de Alejandro Nevski. Tuvo dos hijos y una hija:
- Yelena (1735 - 1769), una de las bellezas de su tiempo, casada desde 1751 con el hoffmeister y senador Borís Kurakin (1733-1764); favorito del gran duque Pedro Fiódorovich.
- María (1742-1796), dama de compañía, casada desde 1763 con el teniente Aleksandr Talyzin (1734-1787), participante de la elevación de Catalina II al trono, y más tarde chambelán y senador. Sus hijos fueron el teniente general Piotr (1767-1801) y el mayor general Stepán (1768-1815).
- Stepán (1757-1827), general de caballería y gobernador militar de Smolensk. Contrajo matrimonio con la kniaguina Yekaterina Golitsyna (1770-1854), hija de la famosa "Reina de Picas" (Пиковой дамы, por la obra de Aleksandr Pushkin) Natalia Golitsyna, dama de compañía, hoffmeisterin y dama de la Orden de Santa Catalina.

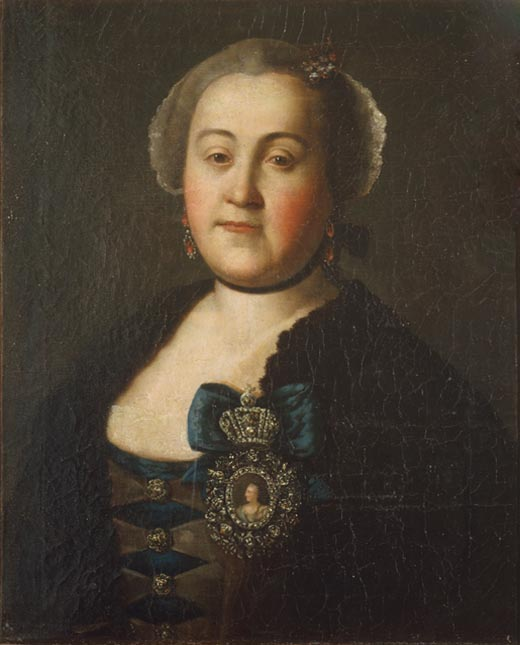
Alekséi Antrópov, Retrato de Agripina Apraksina, esposa, 1764.
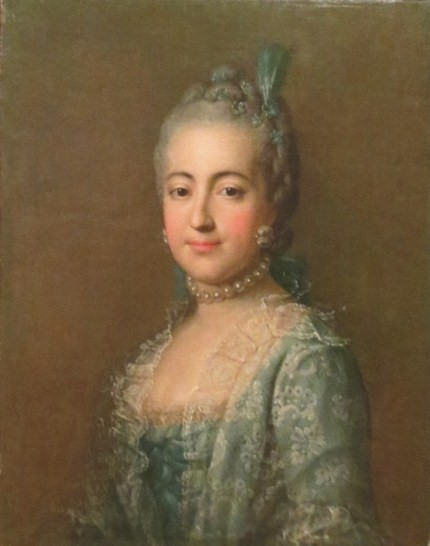
Yelena Kurákina, hija, década de 1760.
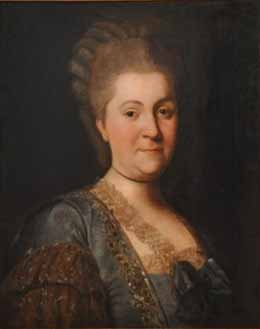
María Talyzina, hija, década de 1770.
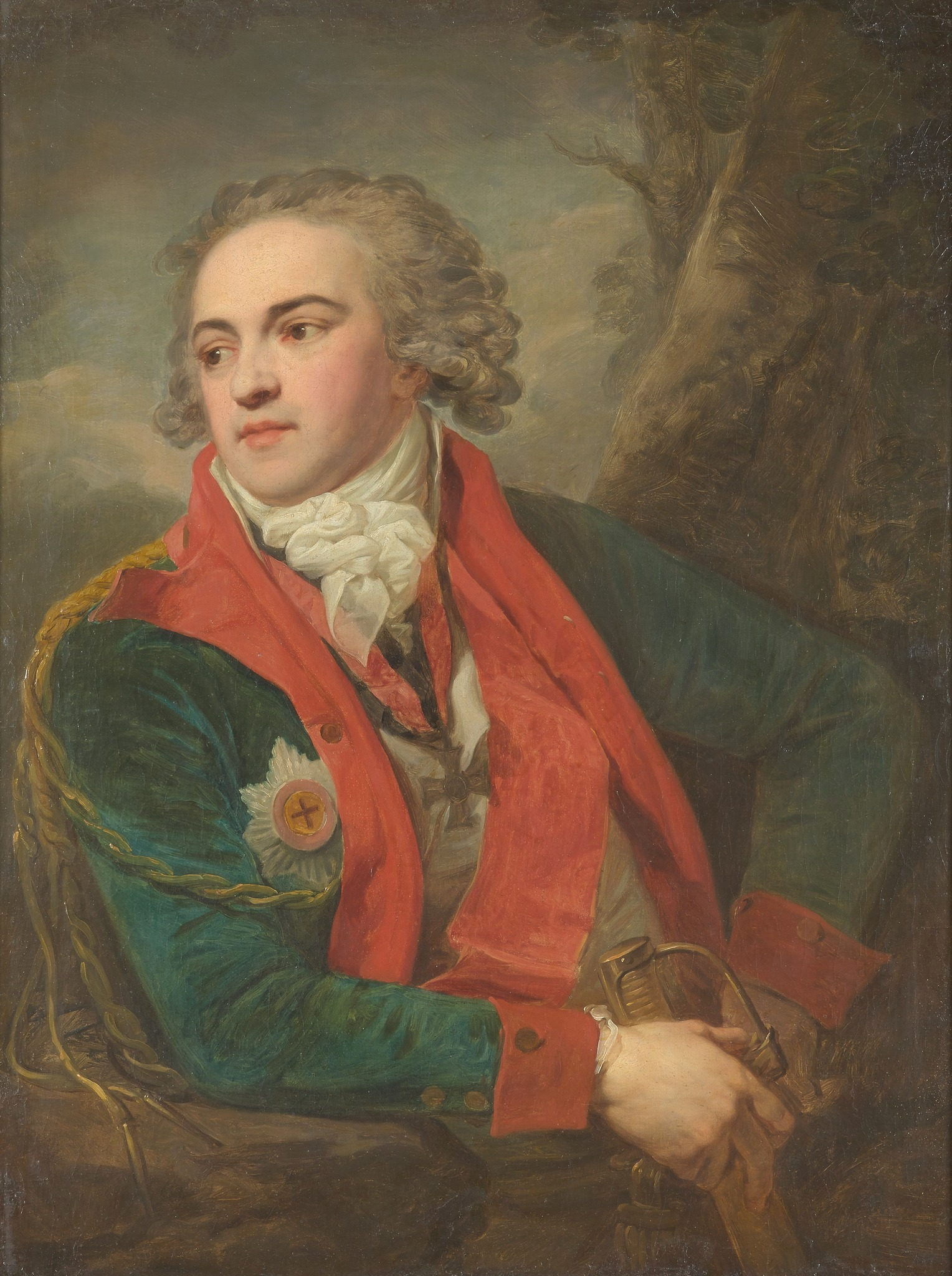
Johann Baptist von Lampi el Viejo, Stepán Apraksin, hijo, 1793.

## Condecoraciones
- Orden de San Andrés
- Orden de San Alejandro Nevski
- Orden del Águila Blanca

## Personalidad

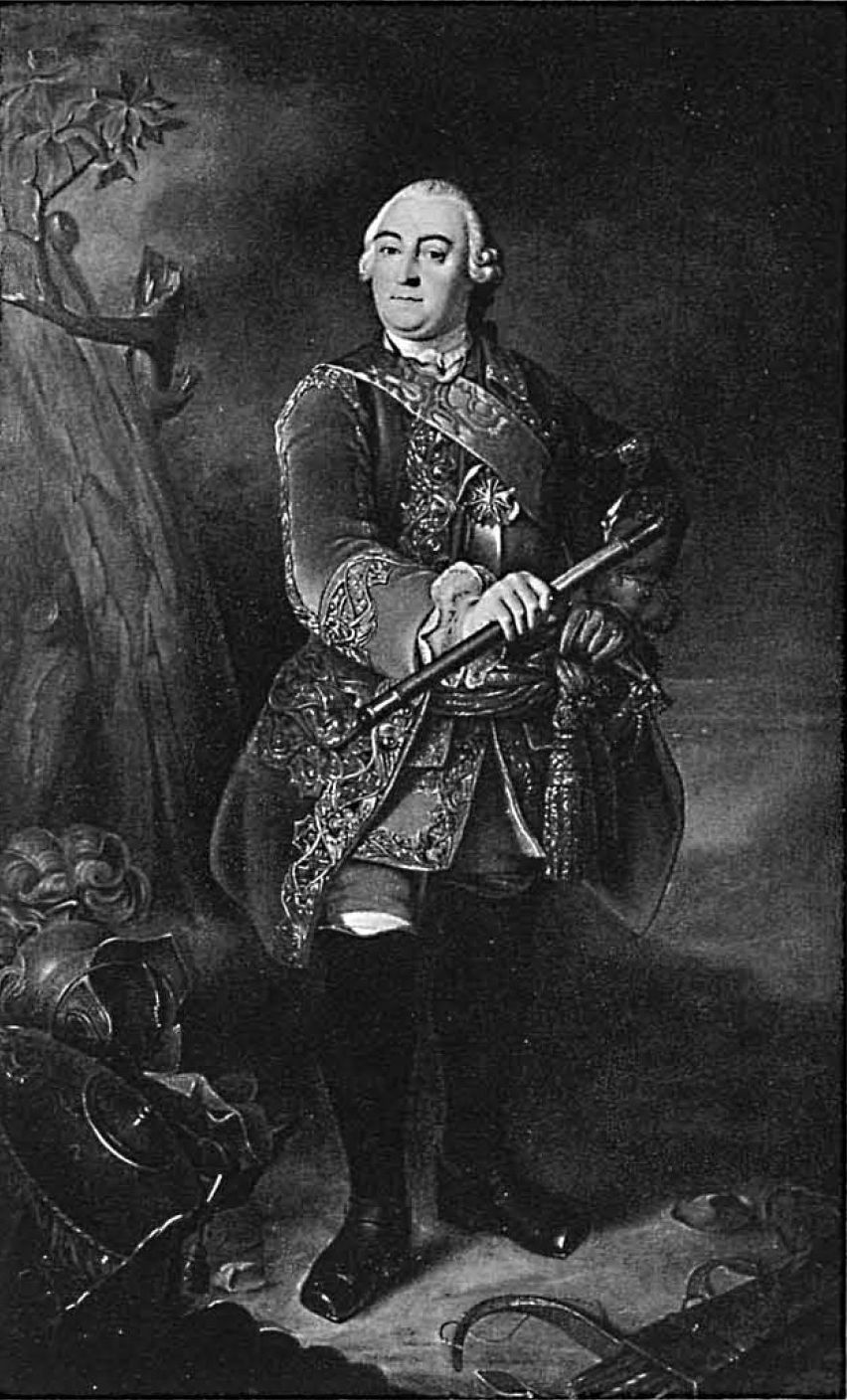
Stepán Fiódorovich Apraksin, década de 1750.

De acuerdo a sus contemporáneos, Apraksin era alto, extremadamente grueso, fuerte y parecía un coloso. Era un gran amante del lujo, en lo que no era inferior al ministro sajón Brühl. En el fragor de las preparaciones de la campaña, no olvidó enviar un ayudante de Riga a San Petersburgo para encargar una docena de nuevos caftanes. Se bromeaba de que el mariscal de campo no iba a comenzar una batalla contra los prusianos, sino contra las damas de Riga. Siempre iba ricamente ataviado y adornado con diamantes. El príncipe Mijaíl Shcherbátov dijo de Apraksin:

Un hombre con una disposición del corazón buena y benéfica, pero poco conocedor de las cosas, poco profundo, lujurioso, ambicioso, siempre tuvo una gran mesa, su armario consistía en cientos de diferentes ricos caftanes, en la campaña todos los placeres le seguían. Sus tiendas formaban una ciudad, su convoy era arrastrado por más de quinientos caballos, y para su propio uso llevaba cincuenta caballos seleccionados de cría.

Orgulloso y arrogante con los subordinados, Apraksin hizo todo lo que pudo por mantener su influencia en la corte, para adquirir el favor y el apoyo del conde Piotr Shuválov, a lo que contribuyó su aventura amorosa con Yelena, hija de Apraksin.

## En el cine
- Guardiamarinas III (Svetlana Druzhinina, 1992), interpretado por Yuri Yákovlev.
- Pluma y espada, interpretado por Valentin Bikun.
- Yekaterina (Aleksandr Baránov, 2014), interpretado por Vitali Kravchenko.
- Velíkaya (Ígor Záitsev, 2015), interpretado por Vladímir Matvéyev.